# یلنا سوکولووا
یلنا سوکولووا (روسی: Елена Александровна Соколова؛ زادهٔ ۲۳ ژوئیهٔ ۱۹۸۶) ورزشکار دو و میدانی اهل اتحاد جماهیر شوروی سوسیالیستی است.